# Cornel Râpă
Cornel Râpă (Galați, 16 gennaio 1990) è un calciatore rumeno, difensore dell'UTA Arad.

## Carriera

### Club
Ha giocato nella prima divisione rumena ed in quella polacca.

### Nazionale
Ha giocato nelle nazionali giovanili rumene Under-17, Under-19 ed Under-21.
Ha esordito in nazionale maggiore il 17 novembre 2010 durante l'amichevole terminata 1-1 contro la nazionale italiana.

## Palmarès
- Campionato rumeno: 4

Oţelul Galaţi: 2010-11
Steaua Bucarest: 2012-13, 2013-2014, 2014-2015
- Supercoppa di Romania: 2

Oţelul Galaţi: 2011
Steaua Bucarest: 2013
- Coppa di lega rumena: 1

Steaua Bucarest: 2014-2015
- Coppa di Romania: 1

Steaua Bucarest: 2014-2015
- Coppa di Polonia: 1

KS Cracovia: 2019-2020
- Supercoppa di Polonia: 1

KS Cracovia: 2020